# Francisco Hörmann
Francisco Javier Hörmann Swett (Recoleta, Región Metropolitana, Chile, 31 de julio de 1967) es un exfutbolista chileno. Jugaba de defensa.

## Trayectoria
Oriundo de Santiago, estudio en el Colegio Craighouse, donde formó parte de la selección de Rugby del establecimiento. Sin embargo, dejó el rugby al enrolarse en las divisiones inferiores de Universidad Católica. En el conjunto de la Franja permaneció entre 1985 y 1991, logrando formar parte del equipo plantel campeón de Primera División de 1987.En 1992 pasa a O'Higgins, donde juega la Copa Chile;mientras que para el campeonato oficial defiende la camiseta de Deportes Antofagasta.
Tras regresar a Universidad Católica para jugar la Copa Chile 1993, para el torneo oficial parte a Deportes Concepción, donde terminó descendiendo a la Primera B. Después de dos temporadas en Provincial Osorno, en 1996 ficha por Santiago Wanderers, en donde estuvo por 3 temporadas, donde tuvo un doping positivo y terminó descendiendo a la Primera B en 1998.En 1999 pasó a Everton, donde logró el ascenso a la primera división tras derrotar en la liguilla de promoción a Deportes Iquique.Tras no jugar en 2000, al año siguiente regresa al equipo viñamarino, donde a fines de temporada termina su carrera como jugador profesional. 

## Selección nacional
En 1987, formó parte de la Selección Chilena que obtuvo Medalla de Plata en los Juegos Panamericanos de Indianápolis.

### Particpación en Juegos Panamericanos
| Juegos                             | Sede           | Resultado        |
| ---------------------------------- | -------------- | ---------------- |
| Panamericanos de Indianápolis 1987 | Estados Unidos | Medalla de Plata |

## Clubes
| Club                 | País  | Año       |
| -------------------- | ----- | --------- |
| Universidad Católica | Chile | 1985-1991 |
| O'Higgins            | Chile | 1992      |
| Deportes Antofagasta | Chile | 1992      |
| Universidad Católica | Chile | 1993      |
| Deportes Concepción  | Chile | 1993      |
| Provincial Osorno    | Chile | 1994-1995 |
| Santiago Wanderers   | Chile | 1996-1998 |
| Everton              | Chile | 1999      |
| Everton              | Chile | 2001      |

## Palmarés

### Torneos nacionales
| Título           | Club                 | País  | Año  |
| ---------------- | -------------------- | ----- | ---- |
| Primera División | Universidad Católica | Chile | 1987 |
| Copa Chile       | Universidad Católica | Chile | 1991 |

### Copas internacionales
| Título                            | Club (*)                     | País           | Año  |
| --------------------------------- | ---------------------------- | -------------- | ---- |
| Medalla de plata en Panamericanos | Selección de fútbol de Chile | Estados Unidos | 1987 |

(*) Incluyendo la Selección